# Таје Фалборг
Таје Фалборг (швед. Tage Ragnar Valdemar Fahlborg; Стокхолм, 24. април 1912 — Стокхолм, 8. јануар 2005) бивши је шведски спринт кајакаш на мирним водама. Учествовао је на такмичењима крајем тридесетих година прошлог века, учествовао на Олимпијским играма 1936. у Берлин. Веслао је у пару са својим земљаком Хелге Ларсоном.

## Спортски успеси
Фалборг и Ларсон освојили су бронзану медаљу на Олимпијским играма у Берлину у дисциплини К-2 на 10.000 метара.